# Emanuel Mendes da Costa
Emanuel Mendes da Costa, auch Mendez da Costa, (* 5. Juni 1717; † 31. Mai 1791) war ein britischer Zoologe (Malakologe) und Paläontologe, Botaniker und Antiquar.

## Leben
Da Costa war sephardischer Jude. Sein Vater kam 1696 über die Normandie nach England. Da Costa war ab 1747 Fellow der Royal Society und von 1763 bis zu seiner Entlassung 1767 (wegen Unterschlagung einer Summe von etwa 1500 Pfund) deren Angestellter (u. a. Bibliothekar, Museumskustus und Hausmeister von deren Räumlichkeiten am Crane Court). Neue Mitglieder konnten die Aufnahmegebühr von 25 Pfund auf einmal oder in Raten entrichten, und Da Costa, der die Gelder entgegennahm, verschaffte sich zinslosen Kredit, indem er Mitglieder, die voll bezahlten, als Ratenzahler registrierte. Da Costa musste fünf Jahre ins Schuldgefängnis (bis 1772) und zahlte die Schulden zurück.
Er galt als Experte für Fossilien und kam über diese auch zur Malakologie, dem Studium der Schalen rezenter Muscheln und Schnecken, über die er zwei Bücher schrieb. Seine Elements of Conchology wurden von dem britischen Zeichner und Naturwissenschaftler Peter Brown illustriert, der von 1758 bis zu seinem Tod 1799 wirkte.
Er war auch Urkundensammler und Fellow der Antiquarian Society of London. In seinem Besitz fand sich auch eine Liste der ersten bekannten jüdischen Einwanderer in Großbritannien. 1739 wurde er Fellow der Aurelian Society und 1746 der Gentleman’s Society of Spalding sowie Mitglied der Botanischen Gesellschaft von Florenz. 1753 wurde er Mitglied der Leopoldina.

## Schriften
- A Natural History of Fossils, London 1757, Band 1, Teil 1, Archive
- Elements of Conchology, or An Introduction to the Knowledge of Shells, 1776
- British Conchology, 1778

Er veröffentlichte auch Aufsätze in den Philosophical Transactions der Royal Society.